# Amazing Stories (sèrie)
Amazing Stories (literalment en català "Històries increïbles") fou una sèrie de televisió estatunidenca, homònima d'una revista de ciència-ficció dels anys 1920, dirigida per Steven Spielberg entre 1985 i 1987 per la NBC.
Cada setmana oferia noves històries en l'estil d'altres sèries com La dimensió desconeguda, però al contrari d'aquesta darrera, no tenia una línia argumental continua. Tot i que va ser candidata a dotze Premis Emmy, la sèrie no va quallar entre el públic i la NBC va decidir no renovar el contracte al cap de dos anys d'emissió.
El títol de la sèrie va ser una adaptació del nom d'Amazing Stories, la primera revista dedicada a la ciència-ficció creada per Hugo Gernsback l'abril de 1926.

## Llista de capítols

### Primera Temporada
1. Ghost Train (El tren fantasma)
2. The Main Attraction (L'atracció més gran)
3. Alamo Joe (Alamo Joe)
4. Mummy Daddy (Papa mòmia)
5. The Mission (La missió)
6. The Amazing Falsworth (L'Increïble Falsworth)
7. Fine Tuning (Senyals Estranyes)
8. Mr. Magic (Sr. Màgia)
9. Guilt Trip (Sentiment de culpa)
10. Remote Control Man (L'Home del comandament a distància)
11. Santa '85 (Una nit fantàstica)
12. Vanessa in the Garden (Vanessa al jardí)
13. The Sitter (La minyona)
14. No Day at the Beach (Ni un sol dia a la platja)
15. One for the Road (L'última ronda)
16. Gather Ye Acorns (Agafa els teus aglans)
17. Boo! (Casa de fantasmes)
18. Dorothy and Ben (Doris i Ben)
19. Mirror, Mirror (Càmera acció)
20. Secret Cinema (Cinema ocult)
21. Hell Toupee (Perruca mortal)
22. The Doll (La nina)
23. One for the Books (Intel·lecte per telepatia)
24. Grandpa's Ghost (El fantasma de l'avi)

### Segona Temporada
1. The Wedding Ring (L'anell de casament)
2. Miscalculation (Senyoreta calculada)
3. Magic Saturday (Dissabte màgic)
4. Welcome to my Nightmare (Benvinguts al meu malson)
5. You Gotta Belive Me (Deuen creure'm)
6. The Greibble (El Greibble)
7. Life on Death Row (Vida després de la mort)
8. Go to the Head of the Class (No perdis el cap)
9. Thanksgiving (Acció de gràcies)
10. The Pumpkin Competition (El Concurs de Carbasses)
11. What If...? (I si...)
12. The Eternal Mind (L'eterna ment)
13. Lane Change (Canvi de carril)
14. Blue Man Down (Estrany passat)
15. The 21-Inch Sun (El Sol de 21 polzades)
16. Family Dog (Gos de família)
17. Gershwin's Trunk (El repertori Gershwin)
18. Such Interesting Neighbors (Veïns molt interessants)
19. Without Diana (Sense Diana)
20. Moving Day (Dia Mogut)
21. Miss Stardust (Belleses planetàries)